# Harpacticus chelifer
Harpacticus chelifer – gatunek widłonoga z rodziny Harpacticidae. Jako pierwszy opisał go w 1776 roku duński przyrodnik Otto Friedrich Müller, nadając mu nazwę Cyclops chelifer.